# Couto Misto
Couto Misto (portugálul: Couto Misto, galiciaiul: Couto Mixto, spanyolul: Coto Mixto) egy formálisan független mikroállam volt a spanyol–portugál határon. Magába foglalta Santiago de Rubiást, Meaust, a galiciai Salas völgyét és egy kisebb lakatlan területsávot, ami ma Portugáliához tartozik.
A mindvégig fennálló középkori viszonyok tették lehetővé az állam függetlenségét az 1864-es lisszaboni szerződésig. Akkor Spanyolország a lakott, míg Portugália a lakatlan területeket kapta meg. Az állam ez idő alatt olyan privilégiumokat vívott ki, mint az adómentesség, vagy a katonai szolgálat és eltartás eltörlése. Emellett védelmet nyújthattak menekülteknek és megtilthattak bármiféle katonai mozgósítást a határ közelében.

## Kezdetek
Couto Misto állam születése a hiányos történelmi adatok miatt még ma is homály fedi. Elnevezése a spanyol–latin cautos lapideos (magyarul: határkövekkel körülkerített terület) kifejezésből ered. Ferro Couselo történész szerint a határkövek az egyes tartományok határait jelölték, de már a feudalizmus korában számítási hibákat véthettek a területen. Emellett felvetődött egy önálló bírói közigazgatású terület létezése is. Ezzel hozták összefüggésbe a különleges jogokat, amelyek eredete a középkorba nyúlik vissza.
A misto melléknév jelentése kevertet, összeolvadtat jelent, ami szintén utalhat az állam földrajzi helyzetére. Egy másik legenda szerint Szent Rudesind ebben a faluban fogant és született, majd püspökké szentelésekor szabadulhatott fel a föld a földesúri jogok alól. Ezt a történetet több más, korabeli leírás is alátámasztja, így az állam születése a 10. század közepére tehető. Ehhez hozzátartozik, hogy Rudesind születési helyét is itt fedezték fel az újkorban.
Más történészek szerint a Portugál Királyságból szakadt ki a terület sokkal később, talán a 12. század végén. A 14. századi portugál iratok csak az állam létezését említik, eredetéről nincs információ. Ekkoriban Couto Misto a Piconha uradalom fennhatósága alatt állt, de jelentős befolyással bírtak Braganza hercegei is. 1692-ben hivatalosan megerősítették a terület szuverenitását, majd a spanyol örökösödési háború után is többször megújították, utoljára 1790-ben. Couto Misto 1868-ig de facto független állam maradt, mentesülve a szomszédos országok kötelezettségei alól.

## Couto Misto privilégiumai
Speciális jogok voltak: függetlenség, adómentesség, katonai szolgálat alóli felmentés, fegyvertartás engedélyezése, hivatalos postai bélyegek, önkormányzat, menekültstátusz biztosítása, vásártartási jog és vám kivetése a kereskedelmi árucikkekre.

## Jelenlegi helyzet

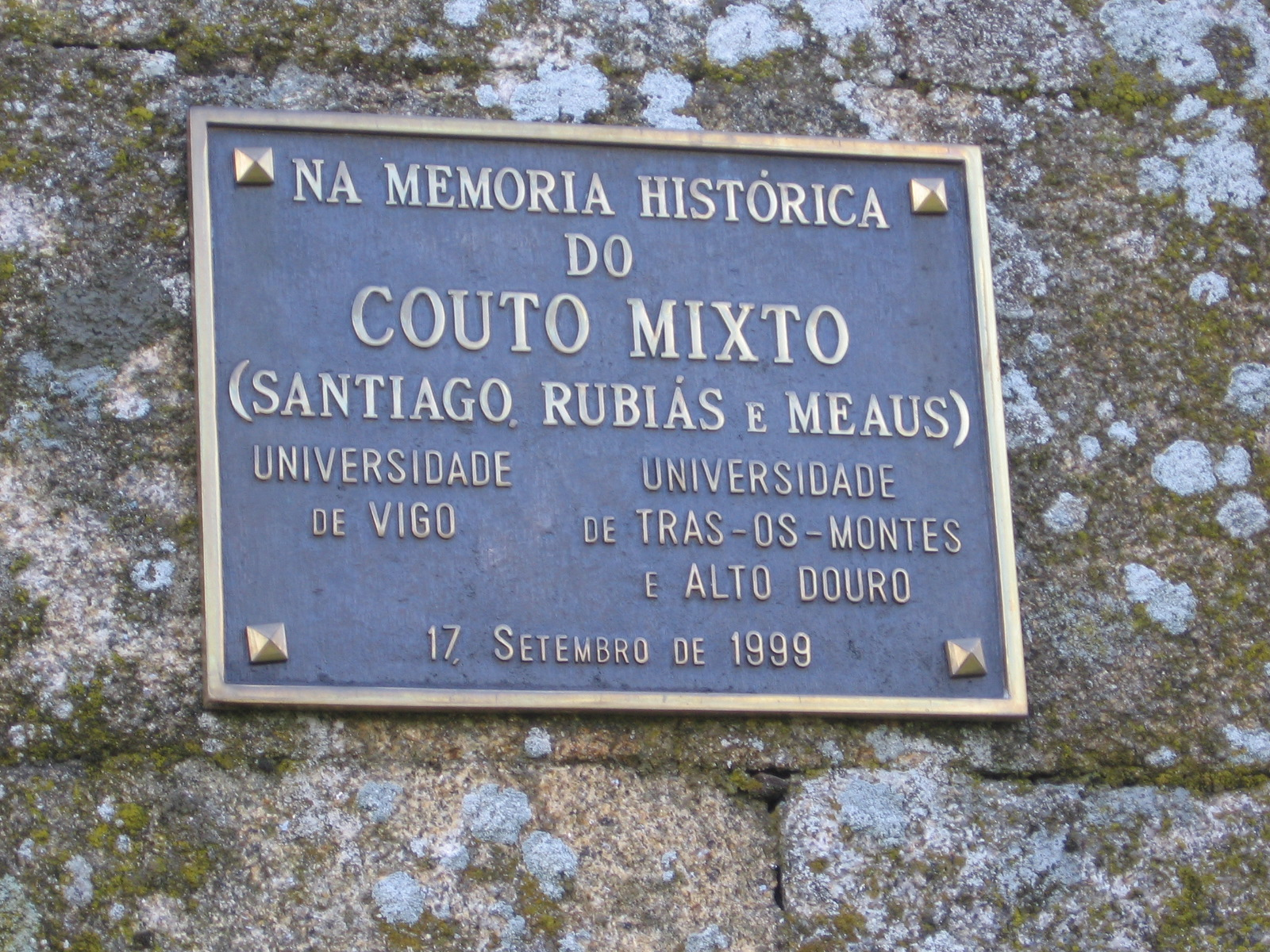
Emléktábla Santiago de Rubiás temploma falán

Couto Misto három települése két járás között lett felosztva, de a még ma is ülésező népgyűlésnek köszönhetően a helyiek még most is szoros kapcsolatban élnek, évente többször is megemlékeznek a hajdani törpeállamra. 1976-ban a közigazgatás átszervezésekor Rubiáshoz 654 hektárnyi (6,54 km²), Santiago de Rubiáshoz 452 hektárnyi (4,52 km²) és Meaushoz 311 hektárnyi (3,11 km²) területet csatoltak. Az átszervezéskor csupán a belső határokat változtatták meg, így Couto Misto Spanyolországhoz került területe 1417 hektár (14,17 km²), így a portugál területekkel együtt megközelítőleg 27-30 km² volt. Területe a mai független államok területének figyelembevételével Tuvalu (26 km²) és San Marino (61 km²) közé sorolható, az ötödik legkisebb állam lenne. 1845-ben még 800 fő, 2011-ben már csak 290 fő élt a területen. Népsűrűsége 30 fő/km², ami megegyezik az Egyesült Államok, Madagaszkár és az Emírségek 2002-es adataival. A területen épített szélfarm évi 140 000 eurónyi áramot termel.
Couto Misto ismeretlen történelme utáni nyomozások a 90-es években kaptak ismét szárnyra, a felfedezéseket a volt állam emlékét felelevenítő mozgalom hozza nyilvánosságra. 2003-ig még több, ehhez hasonló szervezetet hoztak létre.
Couto Misto politikai mozgalmai képviselők útján részt vesznek mind a galiciai, mind a spanyol és Európai Parlament működésében. 2007-ben egy kezdeményezést (Proposición no de ley) vitattak meg az Spanyol Parlamentben, végeredménye 303 támogató szavazat lett, így Couto Misto történelmi és kulturális értékeinél fogva belügyileg függetlenedett. Ugyanekkor a Galiciai Parlament is elfogadta a javaslatot. 2008-ban kérvényt nyújtottak be az Európai Parlamentbe a spanyol-portugál kettős állampolgárság igényével, a "spanyol és portugál koronától való függetlenségre" hivatkozva. Többszöri újratárgyalás után, 2016-ban a kezdeményezést elfogadták. A Couto Misto-i kettős állampolgárok ezelőtt Olivenza-ban végezhették hivatalos ügyeiket.

## Fordítás
Ez a szócikk részben vagy egészben  a   Couto Misto című angol Wikipédia-szócikk ezen változatának fordításán alapul.  Az eredeti cikk szerkesztőit annak laptörténete sorolja fel. Ez a jelzés csupán a megfogalmazás eredetét és a szerzői jogokat jelzi, nem szolgál a cikkben szereplő információk forrásmegjelöléseként.